# Ordenanza
Una ordenanza es un tipo de norma jurídica que se incluye dentro de los reglamentos, y que se caracteriza por estar subordinada a la ley.
El término proviene de la palabra «orden», por lo que se refiere a un mandato que ha sido emitido por quien posee la potestad para exigir su cumplimiento. Por ese motivo, el término ordenanza también significa «mandato legal»
Según los diferentes ordenamientos jurídicos, las ordenanzas pueden provenir de diferentes autoridades (civiles o militares).
Entre las ordenanzas civiles, principalmente se utiliza el término en la administración local, con la expresión ordenanza municipal. Tales son las dictadas por un ayuntamiento o municipalidad para la gestión de su municipio. Habitualmente las ordenanzas municipales son debatidas y aprobadas por el pleno de su órgano colegiado; aunque en algunos casos pueden emitirse por la autoridad del máximo órgano unipersonal, el alcalde o presidente municipal.
También son ordenanzas civiles las ordenanzas concejiles, que reflejan por escrito el conjunto de normas que tenía cada comunidad concejil o concejo general de vecinos.
Las ordenanzas militares designan a: una formación u orden de batalla, al soldado a las órdenes de un oficial, y a las leyes o normas que rigen a los militares y las tropas.

## Regulación por países

### Colombia
Las ordenanzas son actos administrativos emitidos por las asambleas departamentales, cuerpos colegiados de la rama administrativa de los departamentos en que está dividida políticamente Colombia.

### Chile y Venezuela
Las ordenanzas son una clase de resoluciones que dicta el alcalde con acuerdo del Concejo Municipal, y se caracterizan por ser normas generales y obligatorias aplicables a la comunidad, dentro del territorio de la comuna. Para el caso chileno, una Ordenanza Municipal puede ser impugnada a través de un reclamo de ilegalidad municipal, por el cual la norma es sometida a revisión por algún tribunal ordinario del Poder Judicial, el Tribunal Constitucional o la Contraloría General de la República.

### Ecuador
En Ecuador, las ordenanzas municipales son normativas creadas y emitidas por los Concejos Municipales de los Gobiernos Autónomos Descentralizados. Las ordenanzas están relacionadas con temas de interés general para la población, cuya aplicación y cumplimiento es de carácter obligatorio para los ciudadanos del cantón.

### España
En España las ordenanzas municipales son disposiciones administrativas, de rango inferior a la ley, aprobadas por los ayuntamientos en el ámbito de sus competencias (potestad reglamentaria). También reciben el nombre de Reglamentos. Se diferencian de los actos administrativos en que las ordenanzas son disposiciones de carácter general y permanente (hasta que, en su caso, sean modificadas o derogadas), y los actos administrativos se agotan o consumen con su ejecución.

### Francia
En Francia, una ordenanza - llamada ordonnance - está un acto legislativo del gobierno, más simple de aplicar que una ley, especialmente en caso de urgencia.
Durante el Antiguo Régimen, y en la monarquía constitucional, una ordonnance royale era una ley real aplicable en todo el reino, que se distinguía de un edicto (édit royal), al menos hasta el siglo XVII, por su carácter general. Se databan por el mes y el año. Su documento se sellaba con el gran sello de cera verde.

## Ordenanzas históricas
- Ordenanzas de 1311, impuestas a Eduardo II de Inglaterra por la alta nobleza y el clero para restringir el poder del rey.
- Ordenanzas Reales de Castilla, llamadas "Ordenamiento de Montalvo" (1484).
- Reales ordenanzas dadas para el buen Regimiento y Tratamiento de los indios, llmadas "Leyes de Burgos", 1512.
- Leyes y ordenanzas nuevamente hechas por su Majestad para la gobernación de las Indias y buen tratamiento y conservación de los Indios, llamadas "Leyes Nuevas", 1542.
- Reales Ordenanzas, denominación de las sucesivas legislaciones militares españolas, desde las de los Reyes Católicos y los reyes de la Casa de Austria hasta las de Carlos III (1768, vigentes durante doscientos años), y las en vigor en los últimos años (1978 y 2009).
- Ordenanzas de Villers-Cotterêts, promulgadas por el rey de Francia Francisco I entre el 10 y el 15 de agosto de 1539 ("sobre el hecho de la justicia, policía y finanzas").
- Ordenanzas de Felipe II (13 de julio de 1573, publicadas íntegramente el 3 de mayo de 1576), relativas a los "descubrimientos, nueva población y pacificación de las Indias".
- Ordenanzas de Alfaro, para la protección de los indios. Se publicaron el 11 de octubre de 1611 en Asunción (Paraguay).
- Ordenanzas de Novoa Salgado (provincia de Costa Rica, 1675).
- Ordenanza real del 13 de diciembre de 1698 sobre escuelas parroquiales, promulgada por Luis XIV de Francia, para hacer obligatoria la enseñanza católica.
- Ordenanzas de Casa Concha (Chile, 1717).
- Ordenanza Noroeste o "de la Libertad", promulgada por el Congreso de la Confederación de los Estados Unidos de América el 13 de julio de 1787 "para el Gobierno del Territorio de los Estados Unidos, Noroeste del Río Ohio".
- Ordenanza General de Corso (Uruguay, 1816)
- Ordenanzas de Andújar promulgadas por el duque de Angulema el 8 de agosto de 1823, durante la invasión de los llamados Cien Mil Hijos de San Luis, para controlar la represión contra los liberales.
- Ordenanzas de Julio o de Saint Cloud, de Carlos X de Francia y el primer ministro Jules de Polignac, que provocaron la Revolución de 1830.
- Ordenanza General del Ejército de Chile (1839)
- Ordenanza general para el gobierno y administración de la Real Casa y patrimonio, promulgada por la reina regente María Cristina de Borbón el 29 de mayo de 1840.
- Ordenanza Sullivan, aprobada el 21 de enero de 1908 en la ciudad de Nueva York para prohibir fumar a las mujeres en lugares públicos.